# Patricia McCormick
Patricia Joan McCormick (* 12. Mai 1930 in Seal Beach, Kalifornien als Patricia Joan Keller; † 7. März 2023 in Santa Ana, Kalifornien) war eine US-amerikanische Wasserspringerin. Als bislang einzige Wasserspringerin konnte sie bei zwei aufeinander folgenden Olympischen Spielen sowohl das Kunstspringen als auch das Turmspringen gewinnen.
1948 verpasste sie bei den US-Trials nur knapp die Qualifikation für die Olympischen Spiele in London. Dort gewann die US-Springerin Victoria Draves als erste Frau sowohl das Kunstspringen als auch das Turmspringen.
1949 heiratete Patricia Keller ihren Trainer Glenn McCormick, einen gelernten Flugzeugingenieur. Ebenfalls 1949 gewann sie ihren ersten US-Titel im Turmspringen. Nachdem sie 1950 alle drei Freilufttitel (Turmspringen, Kunstspringen und 1-Meter-Brett) gewonnen hatte, gelang es ihr 1951 als Erster fünf Meistertitel im selben Jahr zu gewinnen, zwei Hallentitel und drei Freilufttitel. Bei den Panamerikanischen Spielen 1951 in Buenos Aires gewann sie im Turmspringen und wurde Zweite im Kunstspringen.
Ihre ersten olympischen Medaillen gewann sie bei den Olympischen Spielen 1952 in Helsinki. Im Kunstspringen siegte sie mit 7,9 Punkten Vorsprung auf die Französin Mady Moreau; vom Turm siegte sie mit 7,5 Punkten Vorsprung auf ihre Landsfrau Paula Myers, Juno Irwin komplettierte als Dritte den Triumph der US-Springerinnen.
1955 gewann sie bei den Panamerikanischen Spielen in Mexiko-Stadt Gold vom Brett und vom Turm. Im Frühjahr 1956 wurde ihr Sohn geboren. Im Dezember 1956 trat sie bei den Olympischen Spielen in Melbourne an. Im Kunstspringen gewann sie mit 16,4 Punkten Vorsprung auf ihre Landsfrau Jeanne Stunyo. Im Turmspringen gewann sie mit 3,2 Punkten Vorsprung vor Juno Irwin und Paula Myers, die den Dreifacherfolg von 1952 wiederholen konnten. Im selben Jahr wurde McCormick mit der Sportler-des-Jahres-Auszeichnung von Associated Press geehrt.
Insgesamt gewann Patricia McCormick vier olympische Goldmedaillen, dreimal Gold und einmal Silber bei den Panamerikanischen Spielen und 27 nationale Meistertitel. Ihre Tochter Kelly McCormick gewann in den 1980er Jahren zwei olympische Medaillen. Im Jahr 1965 wurde sie im Jahr der Eröffnung in die Ruhmeshalle des internationalen Schwimmsports aufgenommen.